# Kirkkonummi
Kirkkonummi, conhecida também em suéco como Kyrkslätt, é um município de 36.088 habitantes (em 31/3/2009) situado no sul da Finlândia. O significado literal das palavras "Kirkkonummi" e "Kyrkslätt" em português é "charneca da igreja".
O município está localizado exatamente no limite da área metropolitana de Helsinque (Helsingfors), tendo limites com o município de Espoo (Esbo) à Leste. Outros municípios vizinhos são Vihti (Vichtis) e Siuntio (Sjundeå). A distância do centro de Kirkkonummi ao centro de Helsinque é de uns 30 quilômetros. Kirkkonummi tem também excelentes conexões de trem e ônibus para outras partes da Grande Helsinque, e muitos de seus habitantes transitam diariamente entre a cidade e a capital do país.
O município tem uma área de 1.016,01 km², sendo que, deste total, 649,93 km² consiste em superfície aquática. A densidade populacional é de 98,58 habitantes por km². Nos últimos anos, Kirkkonummi apresentou as maiores taxas de crescimento populacional da Finlândia, acima de 3% ao ano.
As principais áreas de Kirkkonummi incluem o Centro da Cidade, Masala, Veikkola, Kantvik e a área do Comando Naval de Upinniemi (Obbnäs em suéco). Além destas, há dezenas de vilas menores. Geograficamente, em Kirkkonummi há duas penínsulas famosas, Porkkala e Upinniemi, estando nesta última a principal base naval da Finlândia. Porkkala está também em uma das principais rotas migratórias de pássaros na região do Mar Báltico. Adicionalmente, há em Kirkkonummi uma grande área central plana, pela qual passa a ferrovia que liga Helsinque a Turku. Há ainda grandes áreas com formações lacustres, muitas apresentando vida selvagem intocada.
Kirkkonummi apresenta ocupação humana contínua desde a Idade da Pedra até os dias atuais, como é evidenciado pelas primeiras pinturas em rocha da Idade da Pedra encontradas na Finlândia, que estão localizadas na área do Lago Vitträsk, na região central dos lagos de Kirkkonummi. Estas pinturas foram encontradas, por acaso, pelo famoso compositor finlandês Jean Sibelius. A metade sul do município foi cedida à União Soviética, entre 1945 e 1956, para ser utilizada como uma base naval, como parte do acordo de paz que encerrou as hostilidades entre a União Soviética e a Finlândia ocorridas durante a Segunda Guerra Mundial. Vestígios destes tempos incluem bunkers de concreto, outras fortificações e os restos de uma base aérea.
Outros lugares do interesse situados em Kirkkonummi incluem a igreja medieval de pedra no centro municipal, a igreja de madeira na vila de Haapajärvi e a casa feudal (manor hause) de Hvitträsk, projetada por três dos mais famosos arquitetos finlandeses de todos os tempos: Eliel Saarinen, Herman Gesellius e Armas Lindgren.
Dentre os famosos moradores de Kirkkonummi está a cantora de jazz Carola.